# IC 4222
IC 4222 — галактика типу SBab () у сузір'ї Гідра.
Цей об'єкт міститься в оригінальній редакції індексного каталогу.